# Нешкоро (Вісконсин)
Нешкоро (англ. Neshkoro) — селище (англ. village) в США, в окрузі Маркетт штату Вісконсин. Населення — 412 особи (2020).

## Географія
Нешкоро розташоване за координатами 43°57′54″ пн. ш. 89°12′57″ зх. д. / 43.96500° пн. ш. 89.21583° зх. д. (43.965128, -89.215764).  За даними Бюро перепису населення США в 2010 році селище мало площу 5,44 км², з яких 5,21 км² — суходіл та 0,23 км² — водойми.

## Демографія
Згідно з переписом 2010 року, у селищі мешкали 434 особи в 205 домогосподарствах у складі 119 родин. Густота населення становила 80 осіб/км².  Було 230 помешкань (42/км²).
Расовий склад населення:
| - 97,7 % — білих - 0,7 % — корінних американців - 0,7 % — азіатів |

До двох чи більше рас належало 0,9 %. Частка іспаномовних становила 4,6 % від усіх жителів.
За віковим діапазоном населення розподілялося таким чином: 18,4 % — особи молодші 18 років, 57,9 % — особи у віці 18—64 років, 23,7 % — особи у віці 65 років та старші. Медіана віку мешканця становила 49,2 року. На 100 осіб жіночої статі у селищі припадало 95,5 чоловіків;  на 100 жінок у віці від 18 років та старших — 97,8 чоловіків також старших 18 років.
Середній дохід на одне домашнє господарство  становив 46 785 доларів США (медіана — 40 714), а середній дохід на одну сім'ю — 57 148 доларів (медіана — 46 563). Медіана доходів становила 36 875 доларів для чоловіків та 33 750 доларів для жінок. За межею бідності перебувало 11,7 % осіб, у тому числі 11,7 % дітей у віці до 18 років та 7,8 % осіб у віці 65 років та старших.
Цивільне працевлаштоване населення становило 156 осіб. Основні галузі зайнятості: виробництво — 34,0 %, роздрібна торгівля — 11,5 %, освіта, охорона здоров'я та соціальна допомога — 9,6 %, будівництво — 9,0 %.